# Amerikaanse auto in 2004
Dit artikel geeft een overzicht van alle Amerikaanse en Australische personenwagens die op de markt kwamen in 2004. De auto's staan alfabetisch gerangschikt per merk.

## Noord-Amerika
| Acura |                  | concern:                                     | Honda Japan |
| Acura | divisie:         |                                              |             |
| Acura | merk:            | Acura Verenigde Staten                       |             |
| Acura | model:           | RL (2e generatie)                            |             |
| Acura | einde productie: | 2012                                         |             |
| Acura | productieaantal: | ca. 45.000 (verkocht in de Verenigde Staten) |             |

| Buick |                  | concern:                | General Motors Verenigde Staten |
| Buick | divisie:         |                         |                                 |
| Buick | merk:            | Buick Verenigde Staten  |                                 |
| Buick | model:           | LaCrosse (1e generatie) |                                 |
| Buick | einde productie: | 2009                    |                                 |
| Buick | productieaantal: | ?                       |                                 |

| Buick |                  | concern:               | General Motors Verenigde Staten |
| Buick | divisie:         |                        |                                 |
| Buick | merk:            | Buick Verenigde Staten |                                 |
| Buick | model:           | Terraza                |                                 |
| Buick | einde productie: | 2007                   |                                 |
| Buick | productieaantal: | ?                      |                                 |

| Cadillac |                  | concern:                                      | General Motors Verenigde Staten |
| Cadillac | divisie:         |                                               |                                 |
| Cadillac | merk:            | Cadillac Verenigde Staten                     |                                 |
| Cadillac | model:           | SRX (1e generatie)                            |                                 |
| Cadillac | einde productie: | 2009                                          |                                 |
| Cadillac | productieaantal: | ruim 80.000 (verkocht in de Verenigde Staten) |                                 |

| Cadillac |                  | concern:                  | General Motors Verenigde Staten |
| Cadillac | divisie:         |                           |                                 |
| Cadillac | merk:            | Cadillac Verenigde Staten |                                 |
| Cadillac | model:           | STS                       |                                 |
| Cadillac | einde productie: | 2011                      |                                 |
| Cadillac | productieaantal: | 118.332 (verkocht)        |                                 |

| Chevrolet |                  | concern:                          | General Motors Verenigde Staten |
| Chevrolet | divisie:         |                                   |                                 |
| Chevrolet | merk:            | Chevrolet Verenigde Staten        |                                 |
| Chevrolet | model:           | Cobalt coupe/sedan (1e generatie) |                                 |
| Chevrolet | einde productie: | 2010                              |                                 |
| Chevrolet | productieaantal: | bijna 1 miljoen                   |                                 |

| Chevrolet |                  | concern:                                                          | General Motors Verenigde Staten |
| Chevrolet | divisie:         |                                                                   |                                 |
| Chevrolet | merk:            | Chevrolet Verenigde Staten (Corvette in Europa van 2005 tot 2010) |                                 |
| Chevrolet | model:           | Corvette coupé / targa (C6; 6e generatie)                         |                                 |
| Chevrolet | einde productie: | 2013                                                              |                                 |
| Chevrolet | productieaantal: | 156.821                                                           |                                 |

| Chevrolet |                  | concern:                                       | General Motors Verenigde Staten |
| Chevrolet | divisie:         |                                                |                                 |
| Chevrolet | merk:            | Chevrolet Verenigde Staten                     |                                 |
| Chevrolet | model:           | Equinox (1e generatie)                         |                                 |
| Chevrolet | einde productie: | 2009                                           |                                 |
| Chevrolet | productieaantal: | ruim 400.000 (verkocht in de Verenigde Staten) |                                 |

| Chevrolet |                  | concern:                                                                    | General Motors Verenigde Staten |
| Chevrolet | divisie:         |                                                                             |                                 |
| Chevrolet | merk:            | Chevrolet Verenigde Staten                                                  |                                 |
| Chevrolet | model:           | Uplander (gelijk aan de Buick Terraza, Pontiac Montana SV6 en Saturn Relay) |                                 |
| Chevrolet | einde productie: | 2008                                                                        |                                 |
| Chevrolet | productieaantal: | ruim 500.000 (verkocht)                                                     |                                 |

| Chrysler Dodge |                  | concern: | DaimlerChrysler Duitsland |
| Chrysler Dodge | divisie:         | |                           |
| Chrysler Dodge | merk:            | Chrysler en Dodge Verenigde Staten |                           |
| Chrysler Dodge | model:           | 300 sedan (Chrysler; 1e generatie; in Europa werd enkel de 300C-uitvoering verkocht) Magnum stationwagen (Dodge; in Europa als Chrysler 300 Touring verkocht) |                           |
| Chrysler Dodge | einde productie: | 2008 (Magnum), 2010 (300) |                           |
| Chrysler Dodge | productieaantal: | ca. 540.000 (300; verkocht in de Verenigde Staten), 129.773 (Magnum; verkocht in de Verenigde Staten)                                                         |                           |

| Chrysler |                  | concern: | DaimlerChrysler Duitsland |
| Chrysler | divisie:         | |                           |
| Chrysler | merk:            | Chrysler Verenigde Staten |                           |
| Chrysler | model:           | Crossfire roadster (afgeleid van de coupé uit 2003; in Duitsland gebouwd door Karmann) Crossfire SRT6 coupé / roadster (krachtiger variant) |                           |
| Chrysler | einde productie: | 2007 |                           |
| Chrysler | productieaantal: | 30.536 (enkel de roadster) |                           |

| Chrysler |                  | concern:                   | DaimlerChrysler Duitsland |
| Chrysler | divisie:         |                            |                           |
| Chrysler | merk:            | Chrysler Verenigde Staten  |                           |
| Chrysler | model:           | PT Cruiser retro-cabriolet |                           |
| Chrysler | einde productie: | 2007                       |                           |
| Chrysler | productieaantal: | 76.249                     |                           |

| Dodge Ram |                  | concern: | DaimlerChrysler Duitsland |
| Dodge Ram | divisie:         | |                           |
| Dodge Ram | merk:            | Dodge (tot 2010), Ram (vanaf 2010) Verenigde Staten                                                                                               |                           |
| Dodge Ram | model:           | Dakota Club Cab tweedeurpick-up / Quad Cab vierdeurpick-up (3e generatie; na de afsplitsing van het merk Ram in 2010, als Ram Dakota op de markt) |                           |
| Dodge Ram | einde productie: | 2011 |                           |
| Dodge Ram | productieaantal: | ca. 300.000 (verkocht in de Verenigde Staten) |                           |

| Dodge |                  | concern: | DaimlerChrysler Duitsland |
| Dodge | divisie:         | |                           |
| Dodge | merk:            | Dodge Verenigde Staten |                           |
| Dodge | model:           | Ram SRT-10 Quad Cab vierdeurpick-up (krachtiger variant van de 3e generatie Ram 1500; de tweedeurvariant verscheen in 2003) |                           |
| Dodge | einde productie: | 2006 |                           |
| Dodge | productieaantal: | 3994 |                           |

| Ford Mercury |                  | concern: | onafhankelijk |
| Ford Mercury | divisie:         | |               |
| Ford Mercury | merk:            | Ford en Mercury Verenigde Staten |               |
| Ford Mercury | model:           | Five Hundred grote sedan (Ford; 1 generatie; gebaseerd op een platform van Volvo; in 2007 gefacelift en omgedoopt tot de 5e generatie Taurus) Montego (3e generatie; badge-engineered luxueuzer versie van Mercury; ging na de facelift in 2007 verder als de 5e generatie Sable) |               |
| Ford Mercury | einde productie: | 2007 |               |
| Ford Mercury | productieaantal: | ca. 240.000 (Five Hundred verkocht in de Verenigde Staten), 63.068 (Montego verkocht in de Verenigde Staten) |               |

| Ford |                  | concern:                                                 | onafhankelijk |
| Ford | divisie:         |                                                          |               |
| Ford | merk:            | Ford Verenigde Staten                                    |               |
| Ford | model:           | Freestyle (in 2007 gefacelift en omgedoopt tot Taurus X) |               |
| Ford | einde productie: | 2007                                                     |               |
| Ford | productieaantal: | ca. 150.000 (verkocht in de Verenigde Staten)            |               |

| Ford |                  | concern:              | onafhankelijk |
| Ford | divisie:         |                       |               |
| Ford | merk:            | Ford Verenigde Staten |               |
| Ford | model:           | GT (1e generatie)     |               |
| Ford | einde productie: | 2006                  |               |
| Ford | productieaantal: | 4038                  |               |

| Ford |                  | concern:                                 | onafhankelijk |
| Ford | divisie:         |                                          |               |
| Ford | merk:            | Ford Verenigde Staten                    |               |
| Ford | model:           | Mustang coupé / cabriolet (5e generatie) |               |
| Ford | einde productie: | 2014                                     |               |
| Ford | productieaantal: | 936.359 (verkocht)                       |               |

| GMC |                  | concern:                                                      | General Motors Verenigde Staten |
| GMC | divisie:         |                                                               |                                 |
| GMC | merk:            | GMC Verenigde Staten                                          |                                 |
| GMC | model:           | Sierra Crew-Cab Denaly (badge-engineered Chevrolet Silverado) |                                 |
| GMC | einde productie: | 2007                                                          |                                 |
| GMC | productieaantal: | ?                                                             |                                 |

| GMC |                  | concern:                                             | General Motors Verenigde Staten |
| GMC | divisie:         |                                                      |                                 |
| GMC | merk:            | GMC Verenigde Staten                                 |                                 |
| GMC | model:           | Yukon Denali -/XL (badge-engineered Chevrolet Tahoe) |                                 |
| GMC | einde productie: | 2006/2007                                            |                                 |
| GMC | productieaantal: | ?                                                    |                                 |

| Hummer |                  | concern:                | General Motors Verenigde Staten |
| Hummer | divisie:         |                         |                                 |
| Hummer | merk:            | Hummer Verenigde Staten |                                 |
| Hummer | model:           | H2 SUT                  |                                 |
| Hummer | einde productie: | 2010                    |                                 |
| Hummer | productieaantal: | ?                       |                                 |

| Hyundai / Dodge |                  | concern:                                                                                    | Hyundai Motor Company en DaimlerChrysler |
| Hyundai / Dodge | divisie:         |                                                                                             |                                          |
| Hyundai / Dodge | merk:            | Hyundai en Dodge                                                                            |                                          |
| Hyundai / Dodge | model:           | Verna by Dodge sedan / hatchback (badge-engineered 2e generatie Hyundai Accent voor Mexico) |                                          |
| Hyundai / Dodge | einde productie: | 2006                                                                                        |                                          |
| Hyundai / Dodge | productieaantal: | ?                                                                                           |                                          |

| Jeep |                  | concern: | DaimlerChrysler Duitsland |
| Jeep | divisie:         | |                           |
| Jeep | merk:            | Jeep Verenigde Staten |                           |
| Jeep | model:           | Grand Cherokee vijfdeur-suv (3e generatie; vanaf 2005 ook bij Steyr-Fahrzeugtechnik in Oostenrijk gebouwd; nog in 2005 verscheen de krachtiger SRT-8-variant) |                           |
| Jeep | einde productie: | 12 maart 2010 |                           |
| Jeep | productieaantal: | ca. 670.000 (verkocht in de Verenigde Staten) |                           |

| Mercury |                  | concern:                                                                    | Ford Motor Company Verenigde Staten |
| Mercury | divisie:         |                                                                             |                                     |
| Mercury | merk:            | Mercury Verenigde Staten                                                    |                                     |
| Mercury | model:           | Mariner cuv (1e generatie; badge-engineered luxueuzer Ford Escape uit 2000) |                                     |
| Mercury | einde productie: | 2007                                                                        |                                     |
| Mercury | productieaantal: | ca. 100.000 (verkocht in de Verenigde Staten)                               |                                     |

| Pontiac |                  | concern:                 | General Motors Verenigde Staten |
| Pontiac | divisie:         |                          |                                 |
| Pontiac | merk:            | Pontiac Verenigde Staten |                                 |
| Pontiac | model:           | G6 coupe/sedan           |                                 |
| Pontiac | einde productie: | 2009                     |                                 |
| Pontiac | productieaantal: | ?                        |                                 |

| Pontiac |                  | concern:                 | General Motors Verenigde Staten |
| Pontiac | divisie:         |                          |                                 |
| Pontiac | merk:            | Pontiac Verenigde Staten |                                 |
| Pontiac | model:           | GTO                      |                                 |
| Pontiac | einde productie: | 2006                     |                                 |
| Pontiac | productieaantal: | ?                        |                                 |

| Pontiac |                  | concern:                 | General Motors Verenigde Staten |
| Pontiac | divisie:         |                          |                                 |
| Pontiac | merk:            | Pontiac Verenigde Staten |                                 |
| Pontiac | model:           | Montana SV6              |                                 |
| Pontiac | einde productie: | 2009                     |                                 |
| Pontiac | productieaantal: | ?                        |                                 |

| Saab |                  | concern:                                                                                         | General Motors Verenigde Staten |
| Saab | divisie:         |                                                                                                  |                                 |
| Saab | merk:            | Saab Zweden                                                                                      |                                 |
| Saab | model:           | 9-2X stationwagen (badge-engineered 2e generatie Subaru Impreza voor de Noord-Amerikaanse markt) |                                 |
| Saab | einde productie: | 2006                                                                                             |                                 |
| Saab | productieaantal: | 10.324                                                                                           |                                 |

| Saturn |                  | concern:                | General Motors Verenigde Staten |
| Saturn | divisie:         |                         |                                 |
| Saturn | merk:            | Saturn Verenigde Staten |                                 |
| Saturn | model:           | Relay                   |                                 |
| Saturn | einde productie: | 2007                    |                                 |
| Saturn | productieaantal: | ?                       |                                 |

| Scion |                  | concern:                                       | Toyota Japan |
| Scion | divisie:         |                                                |              |
| Scion | merk:            | Scion Verenigde Staten                         |              |
| Scion | model:           | tC coupé (1e generatie)                        |              |
| Scion | einde productie: | 2010                                           |              |
| Scion | productieaantal: | ruim 300.000 (verkocht in de Verenigde Staten) |              |

| Shelby |                  | concern:                                  | onafhankelijk |
| Shelby | divisie:         |                                           |               |
| Shelby | merk:            | Shelby, SCC (vanaf 2013) Verenigde Staten |               |
| Shelby | model:           | Aero SC/8T                                |               |
| Shelby | einde productie: | 2004                                      |               |
| Shelby | productieaantal: | ?                                         |               |

## Latijns-Amerika
| Ford |                  | concern: | Ford Motor Company Verenigde Staten |
| Ford | divisie:         | Ford do Brasil Brazilië |                                     |
| Ford | merk:            | Ford Verenigde Staten |                                     |
| Ford | model:           | Fiesta sedan (gebaseerd op de 5e generatie van de Europese Fiesta; op de markt in Latijns-Amerika en India; tot 2012 als Ikon verkocht in Mexico) |                                     |
| Ford | einde productie: | 2014 |                                     |
| Ford | productieaantal: | ? |                                     |

## Australië
| Ford |                  | concern:                 | Ford Motor Company Verenigde Staten |
| Ford | divisie:         | Ford Australia Australië |                                     |
| Ford | merk:            | Ford Verenigde Staten    |                                     |
| Ford | model:           | Territory                |                                     |
| Ford | einde productie: | 2016                     |                                     |
| Ford | productieaantal: | 178.214                  |                                     |

| Holden |                  | concern: | General Motors Verenigde Staten |
| Holden | divisie:         | |                                 |
| Holden | merk:            | Holden Australië |                                 |
| Holden | model:           | Astra vijfdeurhatchback (5e generatie; badge-engineered 3e generatie Opel Astra; de driedeurhatchback, stationwagen en cabriolet verschenen in 2005 en 2006) |                                 |
| Holden | einde productie: | 2009 |                                 |
| Holden | productieaantal: | ? |                                 |